# Gibberula punctillum
Gibberula punctillum es una especie de molusco gasterópodo marino de la familia Cystiscidae en el orden de los Neogastropoda.

## Distribución geográfica
Es endémica de Santo Tomé y Príncipe.    